# Algol 1
Algol 1 – amerykański człon rakiet nośnych i jednocześnie silnik rakietowy. Używany w latach 60. XX wieku w rodzinie rakiet Scout. Spalał stały materiał pędny – człon był jednocześnie komorą paliwową silnika. Używany około 20 razy. Siła ciągu na poziomie morza: 427 kN.
Silnik ten pierwotnie był używany jako silnik testowy rakiet Polaris. Wersje testowe miały 40 cali (101,6 cm) średnicy – były największymi wówczas testowanymi silnikami na paliwo stałe. Jego nominalne osiągi to 45 sekund pracy z ciągiem 45 000 kilogramów siły. Algol 1 doczekał się wielu modyfikacji oznaczanych jako 1D, 2, 2A, 2B, możliwe też, że dalszych. Inna popularna odmiana nazwana została Senior lub też 40KS-115000 (115 000 funtów siły, czyli 52 000 kilogramów siły przez 40 sekund pracy).